# Wiadukt spiralny w Brusio
Wiadukt spiralny w Brusio (niem. Kreisviadukt von Brusio) – spiralny wiadukt na linii zarządzanej obecnie przez Rhätische Bahn. Wiadukt znajduje się niedaleko Brusio w kantonie Gryzonia w Szwajcarii. W 2008 roku linie kolei retyckiej przez przełęcze Albula i Bernina wraz z wiaduktem zostały wpisane na listę światowego dziedzictwa UNESCO.

## Historia
Kamienny jednotorowy wiadukt został otwarty 1 lipca 1908 roku na odcinku Tirano–Poschiavo. Wiadukt został zbudowany, aby pociągi mogły pokonać 20-metrowe wzniesienie na stosunkowo niewielkim odcinku kolei wąskotorowej (1000 mm) z Sankt Moritz do Tirano przez koleje Bernina Bahn. Znajduje się między Brusio a Campascio. W 1943 roku linia została przejęta przez Kolej Retycką, która nadal go eksploatuje. W 2011 roku po raz pierwszy od momentu otwarcia wiadukt przeszedł gruntowny remont (budżet: 2,75 mln franków). Okazało się, że woda i duże różnice temperatur spowodowały ubytki w murze i wapiennym spoiwie. Podczas remontu budowlę nieznacznie poszerzono (o 23 cm z obu stron). W okresie od 8 stycznia do 17 lutego 2013, ze względu na zejście lawiny kamiennej w sąsiedztwie wiaduktu, która nastąpiła tuż przed jadącym pociągiem, szlak był nieprzejezdny.

## Dane techniczne
Wiadukt ma długość 142,80 m, jego przęsła znajdują się od 7 do 17 metrów nad ziemią. Promień łuku wynosi 70 metrów, a spadek 7%.